# Klok van Karel van Lotharingen

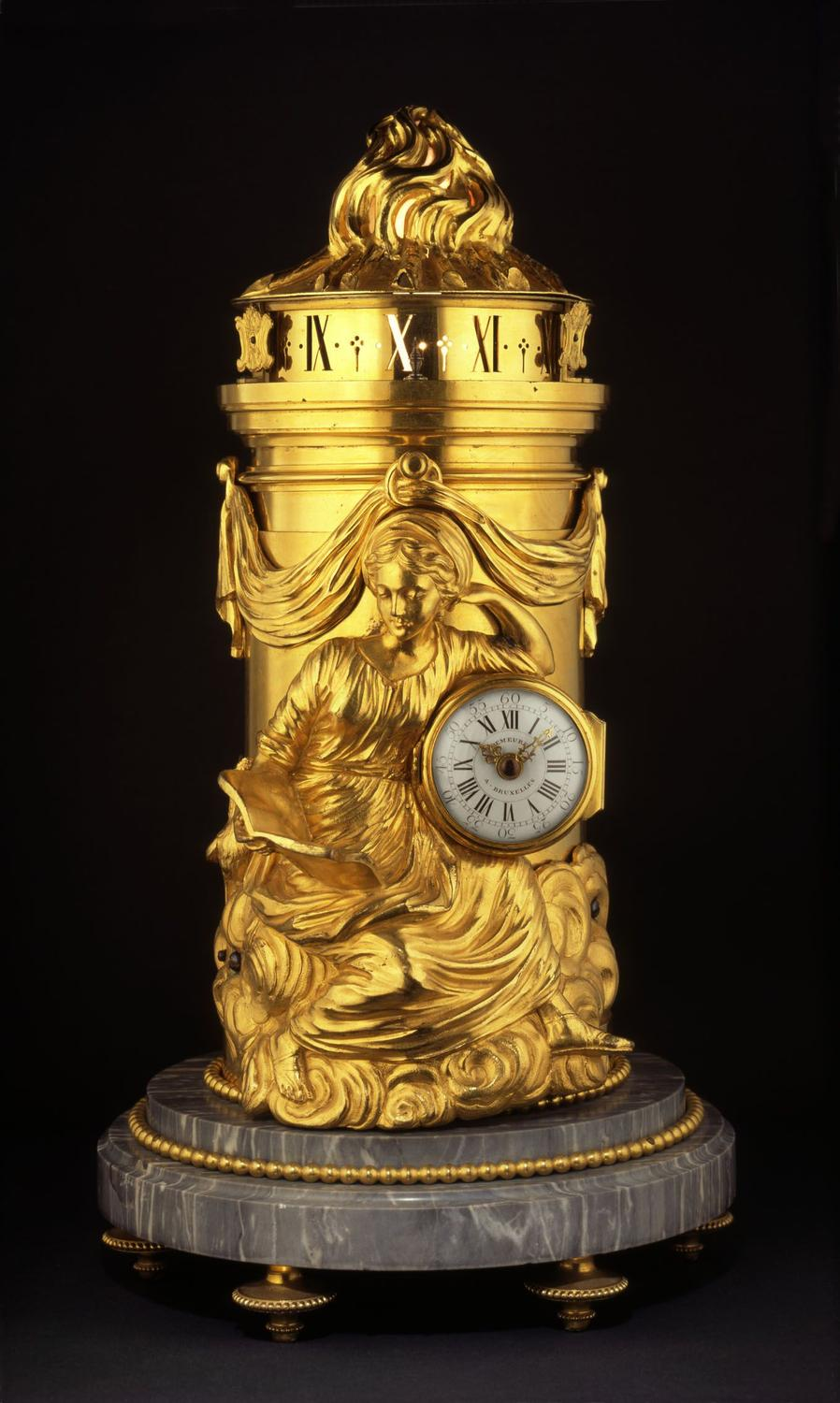

De Klok van Karel van Lotharingen is een klok in verguld brons en marmer en dateert van circa 1770. De klok is vervaardigd door Adrien Demeure en behoorde toe aan Karel van Lotharingen. 

## Context
Karel van Lotharingen was als gouverneur-generaal vertegenwoordiger van  Maria Theresia in de Oostenrijkse Nederlanden en had een bijzondere fascinatie voor alles wat te maken had met tijd en tijdmeting. Deze passie valt binnen de tijdsgeest van de Verlichting en de 18e eeuw in het algemeen. Om deze fascinatie te voeden bezat Karel van Lotharingen meer dan 175 uurwerken en klokken en schreef uitgebreid over zijn collectie in tal van dagboeken en fiches. Doordat deze klok nauwgezet beschreven is in de boedellijsten als de catalogus voor de veiling die plaatsvond na het overlijden van Karel van Lotharingen kan met zekerheid het eigenaarschap bevestigd worden.